# Eupeodes angustus
Eupeodes angustus är en tvåvingeart som beskrevs av He 1992. Eupeodes angustus ingår i släktet fältblomflugor, och familjen blomflugor. Inga underarter finns listade i Catalogue of Life.